# タイガーエア・マンダラ

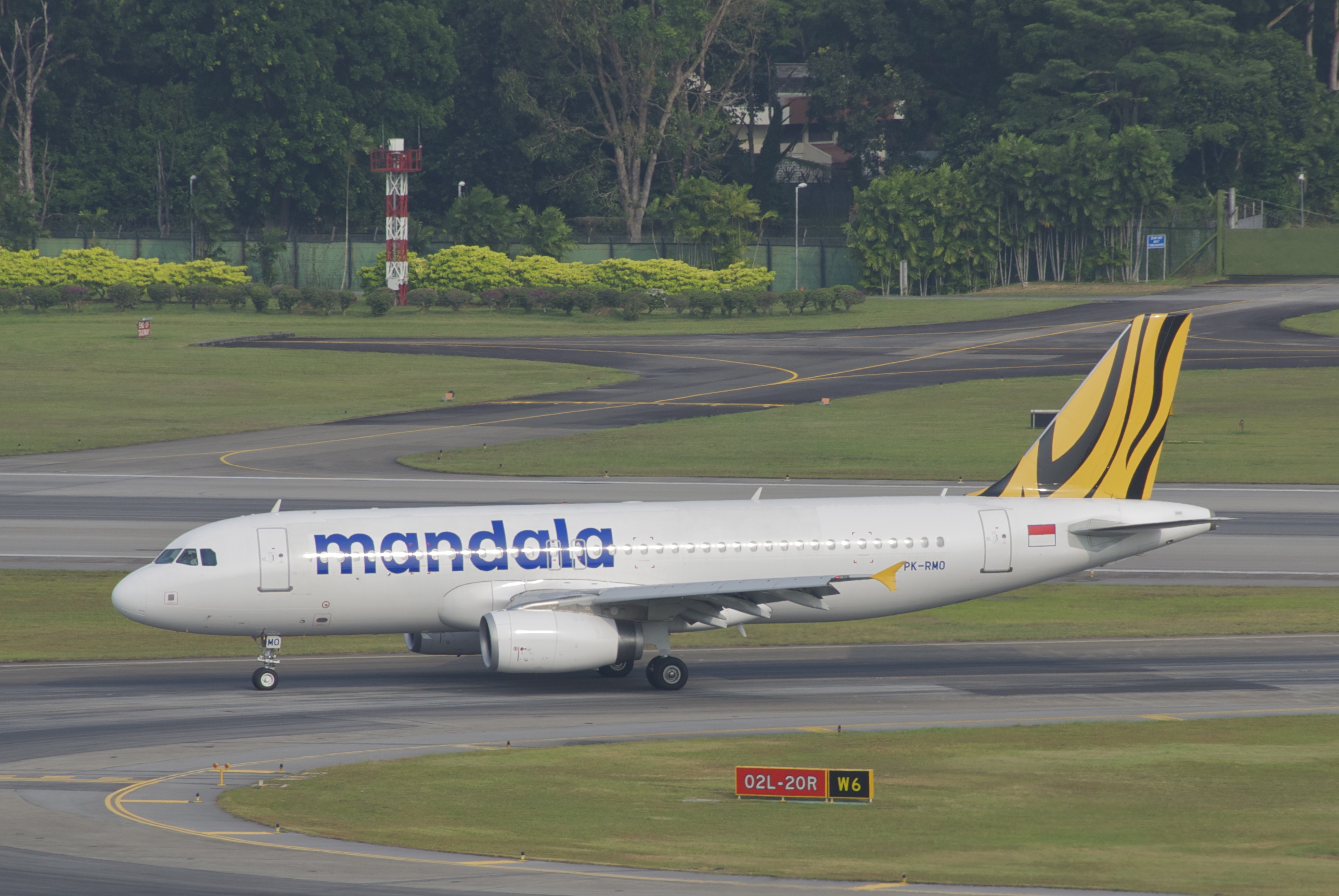
タイガーエア・マンダラ エアバスA320

タイガーエア・マンダラ (Tigerair Mandala) は、インドネシアの首都・ジャカルタのスカルノ・ハッタ国際空港を拠点とする格安航空会社 (LCC)であった。2014年12月に企業精算。

## 概要
- 1969年、マンダラ航空(Mandala Airlines)として設立。
- インドネシアの国際航空協会の裏書可能なチケットシステムのメンバーで、他メンバーの航空会社に搭乗変更が可能であった。
- インドネシアの他の航空会社とともに欧州乗入れ禁止措置がとられていたが、2009年7月に措置を解除された。
- 2011年1月13日、格安航空会社との競争激化や国際線進出で経営が悪化し、ジャカルタの商業裁判所に債務返済の一時猶予を申請し、会社更生手続きを取るとともに、すべての運航を同日から停止した。その後シンガポールの「タイガーエアウェイズ・ホールディングス」が33%の株式を取得し、2012年2月にインドネシア航空当局から航空運航事業許可 (AOC)を認可された。2012年4月5日から、ジャカルタ-メダン線、4月20日からシンガポール-メダン線の運航を再開させた。
- 2014年6月18日、取締役会において7月1日以降、全便の運航を休止することを決定。7月1日香港国際空港02:35発デンパサール行きRI545便が最終便になる予定。[1]

## 保有機材
- エアバスA320-200型機 : 7機

下記は、過去に保有していた機材
- 日本航空機製造YS-11
- ビッカース・バイカウント
- ボーイング737-200型機
- エアバスA319-100型機 : 2機
- ボーイング737-400型機

## 事故
- マンダラ航空091便墜落事故